# Фитц, Александр Владимирович
Алекса́ндр Влади́мирович Фитц (нем. Alexander Fitz, род. 9 июня 1948 г., пос. Бадамша (бывш. — Батамшинский) Степного района Актюбинской области Казахстана) — журналист, писатель, общественный деятель. Состоял в КПСС, из рядов которой вышел в 1989 году.

## Биография
Александр Фитц происходит из волынских немцев. Родился в Северном Казахстане, куда были депортированы его родители. Отец — Владимир Рудольфович, родился в Житомире, мать — Ольга Готлибовна (урождённая Беккер), родилась в Киеве.
- В 1966 году — слесарь тепловозоремонтного депо Алтын-Топканского горно-металлургического комбината, г. Алмалык, Узбекистан.
- В 1967 году — помощник машиниста электровоза Алтын-Топканского горно-металлургического комбината.
- 1967 г. — 1969 г. — служба в железнодорожных войсках СА.
- 1970 г. — 1975 г. — литсотрудник, заведующий отделом промышленности, ответственный секретарь городской газеты «Алмалыкский рабочий», г. Алмалык.
- 1975 г. — 1976 г. — заведующий отделом информации газеты «Вечерний Ташкент», г. Ташкент.
- 1976 г. — 1979 г. — ответственный редактор рекламно-информационного еженедельника «Ташкентская неделя», г. Ташкент.
- 1979 г. — 1980 г. — заместитель главного редактора республиканской газеты «Комсомолец Узбекистана», г. Ташкент.
- 1980 г. — 1986 г. — главный редактор республиканской газеты «Комсомолец Узбекистана».
- 1986 г. — 1987 г. — редактор главной редакции промышленности Гостелерадио Узбекистана, г. Ташкент.
- 1987 г. — 1989 г. — собственный корреспондент по республикам Средней Азии газеты «Нойес Лебен» (г. Москва).
- 1989 г. — 1990 г. — редактор отдела и член редколлегии газеты «Нойес Лебен», г. Москва.
- 1990 г. — 1991 г. — председатель Совета лютеранских приходов г. Москвы Единой Евангелическо-Лютеранской Церкви России.

В ноябре 1991 г. вместе с семьей переезжает на постоянное жительство в Германию.
- 1992 г. — 1995 г. — корреспондент Радио «Свобода», г. Мюнхен.
- 1996 г. — собственный корреспондент газеты «Новое русское слово» (г. Нью-Йорк).
- С 1997 г. — обозреватель еженедельника «Русская Германия» (г. Берлин).
- С 2010 г. занимается бизнесом, свободной журналистикой и писательской деятельностью. Соучредитель компании МедМост.

Живёт в Мюнхене.

## Образование
В 1979 г. окончил факультет журналистики Ташкентского государственного университета (с 1999 г. Национальный университет Узбекистана).

## Общественная деятельность
С середины 80-х годов прошлого века — активный участник движения за восстановление прав репрессированных народов СССР. Принимал участие в учредительной конференции Всесоюзного общества советских немцев «Возрождение» (Wiedergeburt), Москва, 28-31 марта 1989 г., стал одним из учредителей Международного союза немецкой культуры (МСНК), Москва, 28 июня 1991 г.. Избирался делегатом I Съезда немцев СССР, Москва, октябрь 1991 г. Был заместителем председателя Всероссийского Фонда реабилитации и помощи жертвам сталинизма и трудармейцам, членом президиума Конфедерации репрессированных народов России, одним из создателей Всесоюзного общества советских немцев «Wiedergeburt» («Возрождение»). Избирался делегатом VII (последнего) съезда Союза журналистов СССР, состоявшегося в Москве в феврале 1991 г., IV Всемирного конгресса русской прессы (Берлин, октябрь 2002 г.) и первого Международного конгресса писателей русского зарубежья (Москва, ноябрь 2007 г.).

## Участие в творческих и общественных организациях
- Член Международного сообщества писательских Союзов (штаб-квартира в Москве).
- Член Международной ассоциации исследователей истории и культуры российских немцев (МАИИКРН).
- Член Клуба мастеров современной прозы «ЛИТЕРА К». (штаб-квартира в Москве).
- Член Содружества русскоязычных литераторов Германии (СЛоГ) (с 2009)[1]

### Книги
- «Нас три миллиона» (в соавторстве с О. Шатуновским), очерки. Ташкент, «Ёш гвардия», 1982;
- «Боль в наследство», очерки. Ташкент, «Ёш гвардия», 1990;
- «Путешествие на Землю», очерки, эссе, рассказы. Берлин, «ReLine Intermedien und Verlags», 2001;
- «Судьба — российский немец», очерки, эссе. Москва, «Голос-пресс», 2004;
- «Возвращение блудного немца», повести и рассказы. Москва, «Голос-пресс», 2007;
- «Письмо канцлеру», очерки, эссе. Москва, «Голос-пресс». 2009;
- «Утро в раю», очерки, эссе. Москва, «Голос-пресс», 2011;
- «Легенды старого Ташкента и Другие истории», рассказы, очерки, эссе. Санкт-Петербург, «Алетейя», 2015;
- «Немецкие тайны», очерки, рассказы, новеллы. Москва, «РусДойч Медиа», 2016;
- «Кружка Грааля: нехудожественная проза», повесть и рассказы. Москва, «РусДойч Медиа», 2018.
- «Где немцу жить хорошо?», эссе, очерки, расследования. Москва, «МаВи групп», 2021.

### Коллективные сборники
- «Молодость. Литературно-художественный альманах». Ташкент, «Ёш гвардия», 1987;
- «Тайны русской души. Вопросы, ответы, версии». Москва. «Русский язык. Курсы», 2001;
- «Группа 17. Литературный процесс в России в конце ХХ — начале XXI века», Москва. «Голос-Пресс», 2005.
- «Литературная жизнь Евразии. Россия — Армения», Москва, МООО «Международное Сообщество Писательских Союзов», 2007;
- «Берега России. Антология писателей русского зарубежья». Москва. ИПО «У Никитских ворот», 2010;
- «МИР в Мюнхене. Встречи с русской культурой 1991—2011». Мюнхен. MIR e.V., 2011;
- «Русскоязычные писатели зарубежья. Поэзия, проза». Москва. ИПО «У Никитских ворот», 2013;
- «Два с половиной века с Россией (к 250-летию начала массового переселения немцев в Россию)». Москва. МСНК-пресс, 2013;
- «Die Ufer — Берега. Альманах российских немцев». Москва-Калининград. Verlag Robert Burau, 2014.

### Сценарии документальных фильмов
- «Маршрутом Фучика», Ташкент, Узбекфильм, 1983;
- «Ташкентское время», Ташкент, Узбекфильм, 1985;
- «Глумление», Ташкент, Узбекфильм, 1989.

## Награды
- 1982 г. — лауреат премии Союза журналистов Узбекистана.
- 1983 г. — лауреат премии Союза журналистов Чехословакии.
- 1989 г. — лауреат премии Союза кинематографистов СССР.
- 2003 г. — награждён «Золотой медалью Ф. И. Тютчева», учреждённой Мюнхенским центром русской культуры MIR при содействии правительства Баварии.
- 2005 г. — лауреат Всероссийской литературной премии им. Николая Рубцова.
- 2007 г. — Медаль Пушкина (18 октября 2007 года, Россия) — за большой личный вклад в распространение русского языка и развитие российско-германских культурных связей[2]
- 2007 г. — награждён «Золотой Есенинской медалью» СП России.
- 2008 г. — награждён «Золотым пером Московии» и Дипломом СП России.
- 2013 г. — награждён медалью «250 лет служения Российскому Отечеству», учрежденной NEMCEV-SARATOVSKOY-OBLASTI Национальной культурной автономией немцев Саратовской области
- 2015 г. — награждён медалью «250 лет переселения немцев в Россию», учреждённой «Федеральной национально-культурной автономией российских немцев» (ФНКА РН) по инициативе Министерства регионального развития РФ и ФНКА РН.

## Интересные факты
- Александр Фитц стал первым после окончания Второй мировой войны немцем в СССР, назначенным на должность главного редактора республиканской газеты, выходящей на русском языке.
- Книга «Боль в наследство» стала первой из вышедших в СССР после 1941 г. книг на русском языке, повествующих об истории и ликвидации АССР НП, массовой депортации и современных проблемах советских (российских) немцев.
- Несмотря на то, что книга «Письмо канцлеру» написана на русском языке, она включена в библиотеку Ведомства федерального канцлера Германии.
- Наряду с Российской государственной библиотекой (Москва), Российской национальной библиотекой (Санкт-Петербург) книга «Утро в раю», рассказывающая об истории и судьбе российских немцев, имеется в библиотеках факультетов славистики более двадцати университетов Германии, Австрии и Швейцарии.